# 서울 인페르날
서울 인페르날은 대한민국 서울특별시를 연고지로 하고 있는 프로 오버워치 e스포츠 팀이다. 서울 인페르날은 오버워치 리그의 동부 지역의 일원으로 경쟁한다. 2017년 필라델피아 퓨전(Philadelphia Fusion)이라는 이름으로 창단되었으며, 리그의 12개 창립 팀 중 하나이며 펜실베이니아주에 본사를 둔 최초의 프로 e스포츠 팀이었다. 이 팀은 내셔널 하키 리그 (NHL)의 필라델피아 플라이어스를 소유하고 있는 컴캐스트 스펙터커가 소유하고 있다. 또한 오버워치 컨텐더스에서 경쟁하는 인페르날의 아카데미 팀인 퓨전 유니버시티와 T1을 운영하고 있다.